# Phlox andicola
Phlox andicola är en blågullsväxtart. Phlox andicola ingår i släktet floxar, och familjen blågullsväxter.

## Underarter
Arten delas in i följande underarter:
- P. a. andicola
- P. a. parvula